# Warzęcha różowa
Warzęcha różowa (Platalea ajaja) – gatunek dużego ptaka z rodziny ibisów (Threskiornithidae). Zamieszkuje wybrzeża, jeziora i mokradła południowych Stanów Zjednoczonych, jak również Karaiby, Meksyk, Amerykę Centralną i Amerykę Południową – na zachodzie kontynentu po zachodni Ekwador i północno-zachodnie Peru, a na wschód od Andów na południe aż po północno-środkową Argentynę. Nie wyróżnia się podgatunków.

## Morfologia
Mierzy 68,5–86,5 cm długości, waży 1,24–1,75 kg, a rozpiętość skrzydeł dochodzi do 130 cm. Długość dzioba 15–17 cm.
Jest to duży różowy ptak z ciemniej zabarwionymi skrzydłami. Ma długie czerwone nogi, spłaszczony zielono-żółty dziób, który na końcu rozszerza się na kształt łyżki.

## Ekologia
Gniazduje w mieszanych koloniach z czaplami i ibisami, zwykle na wyspach lub nad stojącą wodą, np. w namorzynach. Gniazdo, budowane zwykle na krzewie lub drzewie (niekiedy wśród trzcin lub na ziemi), jest masywną platformą z patyków wyścieloną drobniejszym materiałem roślinnym takim jak mech czy kawałki kory. W zniesieniu 1–5 jaj. Ich inkubacja trwa około 22–23 dni, a zajmują się nią oboje rodzice. Młode są w pełni opierzone po około 35–42 dniach od wyklucia.
W skład pożywienia ptaka wchodzą głównie małe ryby, ślimaki, skorupiaki i inne drobne stworzenia.

## Status
IUCN uznaje warzęchę różową za gatunek najmniejszej troski (LC, Least Concern) nieprzerwanie od 1988 roku. W 2017 roku organizacja Partners in Flight szacowała liczebność światowej populacji lęgowej na około 120 tysięcy osobników. W 2006 roku Wetlands International uznawała trend liczebności populacji za stabilny, choć u niektórych populacji był on nieznany; trend liczebności w USA oceniany jest jako wzrostowy.
Ptaki te były znacznie przetrzebione na początku XX wieku w wyniku odławiania ich dla poszukiwanych wówczas piór.